# Fort Mifflin

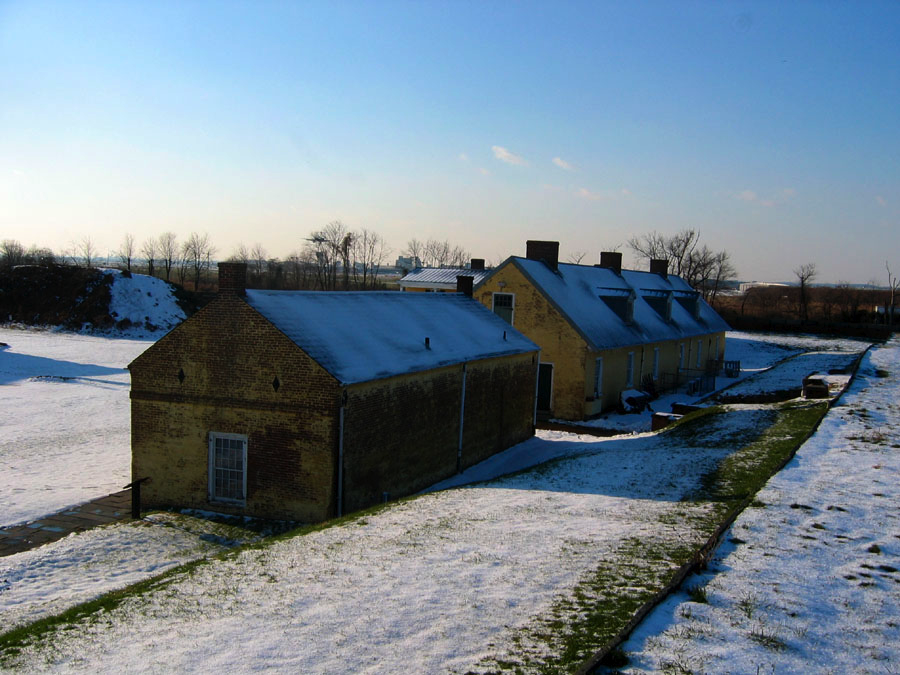
Fort Mifflin : baraquements des soldats

Le Fort Mifflin est un fort de la ville de Philadelphie, sur la côte est des États-Unis. Il est classé National Historic Landmark. Appelé à l'origine Fort Island Battery, il est également connu comme le Mud Island Fort. Il fut aménagé en 1771 sur les rives du Delaware.

### Sources
- (en) Cet article est partiellement ou en totalité issu de l’article de Wikipédia en anglais intitulé « Fort Mifflin » (voir la liste des auteurs).